# Facteur de sécurité (physique des plasmas)

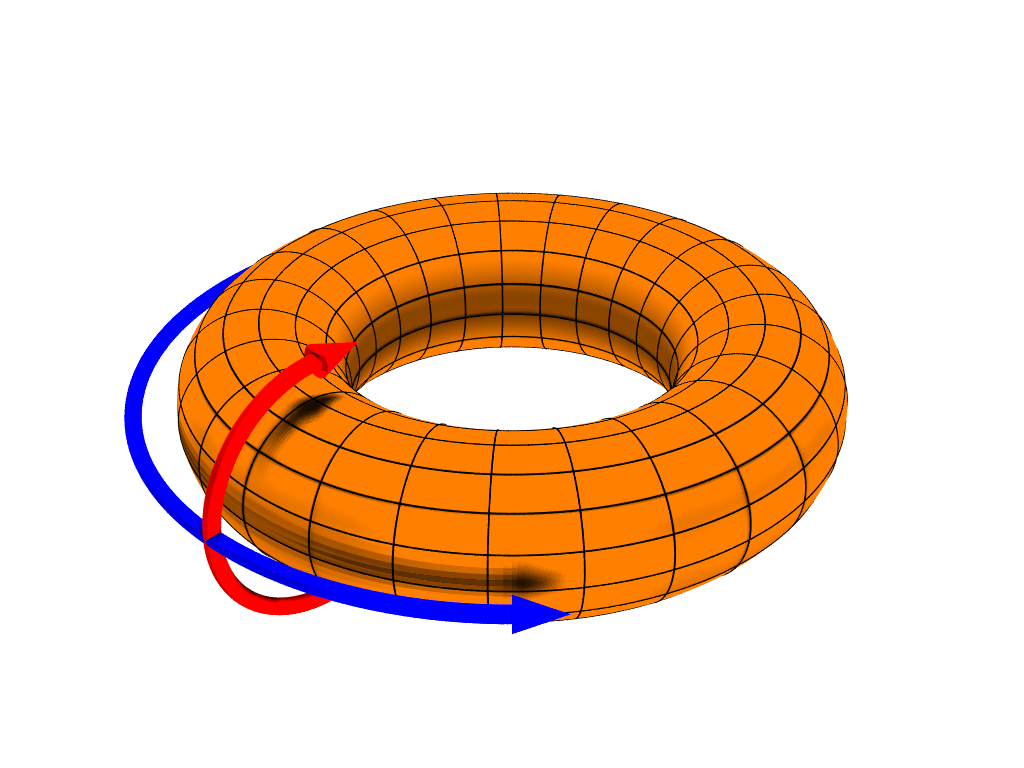
Un diagramme illustrant la direction poloïdale ('), représentée par la flèche rouge, et la direction toroïdale (' ou '), représentée par la flèche bleue. Le grand rayon R, est mesuré entre le centre du trou et un point de l'axe du tube orange représentant la zone de confinement. Le petit rayon r, est le rayon du tube.

Dans un réacteur à fusion nucléaire de type toroïdal, les champs magnétiques confinant le plasma ont une forme hélicoïdale, s'enroulant à l'intérieur de la chambre du réacteur. Le facteur de sécurité, que l'on note q ou q(r), est le rapport entre le nombre de tours effectués par ligne de champ dans les directions toroïdales (chemin long) et poloïdales (chemin court).
Le terme « sécurité » fait référence à la stabilité résultante du plasma. Les plasmas qui circulent à l'intérieur du tore en tournant suivant une direction poloïdale environ le même nombre de fois qu'en tournant suivant la direction toroïdale sont intrinsèquement moins sensibles à certaines instabilités. Le terme est le plus couramment utilisé dans le cas des appareils de type tokamak. Bien que les mêmes considérations s'appliquent aux stellarators, par convention, dans le cas de ces derniers, on utilise la valeur inverse : la transformation rotationnelle, que l'on note i.
Le concept a été développé pour la première fois par Martin David Kruskal et Vitaly Shafranov, qui avaient remarqué que le plasma dans les réacteurs utilisant un confinement par pincement serait stable lorsque q devenait supérieur à 1. Macroscopiquement, cela signifie que la longueur d'onde de l'instabilité est plus longue que le réacteur lui-même. Cette condition est connue sous le nom de « limite de Kruskal-Shafranov ».

## Contexte
Le concept clé de la fusion par confinement magnétique est que les ions et les électrons contenus dans un plasma tournent autour des lignes de champ magnétique. Un moyen simple pour confiner un plasma consiste donc à utiliser un solénoïde, une série d'aimants circulaires assemblés le long d'un cylindre, qui génère des lignes de champ uniformes le long de l'axe du cylindre. Un plasma placé au centre du cylindre est alors confiné le long des lignes de champ à l'intérieur du tube, et est donc maintenu éloigné des parois. Cependant, le plasma est libre de se déplacer le long de l'axe et de s'échapper par les extrémités du cylindre.
On peut fermer les extrémités en repliant le solénoïde sur lui-même, formant un tore (un anneau). Dans ce cas, les particules sont toujours confinées autour du grand axe du tore, et même si elles se déplacent le long de celui-ci, elles ne sortent jamais par les extrémités, elles tournent sans fin dans l'appareil. Cependant, Fermi avait noté un problème avec ce type d'arrangement. Considérons une série d'aimants circulaires avec la zone de confinement toroïdale passant par leurs centres. Les aimants seront plus rapprochés à l'intérieur du tore, où régnera un champ magnétique plus fort. Les particules dans un tel système seraient amenées à dériver vers le haut ou vers le bas à travers le tore.
La solution à ce problème est d'ajouter un second champ magnétique perpendiculaire au premier. Les deux champs magnétiques se combineront pour produire un champ hélicoïdal, comme les rayures sur une enseigne de barbier. Une particule tournant autour d'une telle ligne de champ se trouvera près de l'extérieur de la zone de confinement à certains moments, et près de l'intérieur à d'autres. Bien que la particule continue toujours à dériver vers le haut (ou vers le bas) par rapport au champ magnétique, par rapport à la chambre de confinement, cette dérive se fera vers le haut ou vers le bas, mais également vers l'intérieur ou vers l'extérieur, suivant la position le long du cylindre. L'effet net sur une période de plusieurs orbites le long du grand axe du tore est une dérive proche de zéro.

## Transformation rotationnelle
Le champ hélicoïdal a pour effet de courber la trajectoire de la particule afin qu'elle décrive une boucle autour de la section transversale du tube de confinement. À chaque point de son orbite autour du grand axe du tore, la particule se déplace à un angle θ.
Dans le cas le plus simple, lorsqu'une particule a terminé une orbite le long du grand axe du tore, elle sera revenue à son emplacement d'origine, car les champs lui auront également fait terminer une orbite le long du petit axe. Dans ce cas, la transformation rotationnelle vaut 1.
Dans les cas plus typiques, les champs ne s'alignent pas d'une façon aussi simple, et la particule ne revient jamais exactement au même endroit. Dans ce cas, la transformation rotationnelle est calculée par :
{\displaystyle i=2\pi \cdot {\frac {R\cdot B_{\text{p}}}{r\cdot B_{\text{t}}}},}
où R est le grand rayon du tore, {\displaystyle r} le petit rayon, {\displaystyle B_{p}} l'intensité du champ poloïdal, et {\displaystyle B_{t}} celle du champ toroïdal. Comme les champs varient généralement en fonction de l'emplacement à l'intérieur du tube, {\displaystyle i} varie le long du petit rayon, et est exprimé par {\displaystyle i(r)}.

## Facteur de sécurité
Dans le cas d'un système à symétrie axiale, qui était souvent le cas dans les premiers dispositifs de fusion, il est plus courant d'utiliser le facteur de sécurité, qui est simplement l'inverse de la transformation rotationnelle :
{\displaystyle q={\frac {2\pi }{i}}={\frac {r\cdot B_{\text{t}}}{R\cdot B_{\text{p}}}}.}
Le facteur de sécurité est essentiellement une mesure de l'« enroulement » du champ magnétique dans la chambre du réacteur. Si les lignes de champ ne sont pas fermées, le facteur de sécurité peut s'exprimer comme le pas du champ :
{\displaystyle q={\frac {d\phi }{d\theta }}}
Comme les champs varient le long du petit axe, q varie également et est souvent exprimé par q(r). À proximité de la face intérieure du tube d'un tokamak typique, il converge vers 1, tandis que vers l'extérieur, il est plus proche de 6, voire de 8.

## Limite Kruskal-Shafranov
Les agencements toroïdaux représentent une classe importante de conception de réacteurs à confinement magnétique. Ceux-ci sont soumis à un certain nombre d'instabilités inhérentes qui font que le plasma s'échappe de la zone de confinement et vient frapper les parois du réacteur après seulement quelques millisecondes, ce qui est bien trop rapide pour permettre la production d'énergie. Parmi ces instabilités se trouve l'instabilité de pli (kink instability en anglais), qui est causée par des petites variations dans la forme du plasma. Les zones où le plasma est légèrement plus éloigné de la ligne centrale subiront une force vers l'extérieur, provoquant un renflement croissant qui finira par atteindre la paroi du réacteur.
Ces instabilités ont un motif naturel basé sur la transformation rotationnelle, ce qui conduit à une longueur d'onde caractéristique des plis. Cette dernière est basée sur le rapport entre les deux champs magnétiques qui se combinent pour former le champ torsadé au sein du plasma. Si cette longueur d'onde est plus grande que le grand rayon du réacteur, alors les plis ne peuvent pas se former. Autrement dit, si la longueur le long du grand rayon {\displaystyle L_{s}} est :
{\displaystyle L_{s}={\frac {2\pi rB_{\text{t}}}{B_{\text{p}}}}>2\pi R.}
Dans ce cas, le plasma serait stable pour cette classe particulière d'instabilités. Un réarrangement mathématique simple, en supprimant {\displaystyle 2\pi } des deux côtés et en déplaçant le grand rayon R de l'autre côté de l'inégalité conduit à :
{\displaystyle q={\frac {rB_{\text{t}}}{RB_{\text{p}}}}>1.}
Ceci conduit à la règle empirique simple selon laquelle : tant que le facteur de sécurité est supérieur à un en tous points du plasma, il sera naturellement stable pour cette classe d'instabilités. Ce principe a conduit les chercheurs soviétiques à faire fonctionner leurs machines à pincement toroïdales avec un courant réduit, ce qui apportait une meilleure stabilité, permettant des performances beaucoup plus élevées dans leur machine T-3 à la fin des années 1960. Dans les machines plus modernes, le plasma est poussé contre la section extérieure de la chambre du réacteur, produisant un tube de confinement dont la coupe transversale à la forme d'un D, plutôt que celle d'un cercle. Ceci permet de réduire la zone ayant un facteur de sécurité inférieur et permet de faire passer des courants plus élevés à travers le plasma.